# Duluth, Georgia
Duluth är en stad (city) i Gwinnett County, i delstaten Georgia, USA. Enligt United States Census Bureau har staden en folkmängd på 27 258 invånare (2011) och en landarea på 25,9 km².